# Rock 'n' Roll Adventures
Rock 'n' Roll Adventures es un videojuego de plataforma desarrollado y publicado por Data Design Interactive y Conspiracy Entertainment. El juego fue lanzado en Europa en Microsoft Windows, PlayStation 2 y Wii el 17 de septiembre de 2007 y en Norteamérica el 11 de octubre de 2007. El juego recibió críticas muy negativas de los críticos.

## Jugabilidad
Al igual que Ninjabread Man, hay 3 niveles, más un tutorial . En el nivel del tutorial, el juego le mostrará al jugador qué controles usar. Para el resto de los niveles, el jugador debe recolectar las 8 Power Rods. Los enemigos del juego son partes de batería como platillos .
El juego usa el Wii Remote y Nunchuk. Al levantar el Nunchuk, el jugador puede saltar. Al mover el mando de Wii, se mueve la guitarra del jugador.

## Recepción
El juego ha tenido mala acogida. IGN le dio al juego un 3.0/10, y lo criticó por gráficos poco interesantes, jugabilidad descuidada y malos controles. Official Nintendo Magazine señaló que el lomo de la caja escribe mal el título como "Rock n' Roll Advneture".